# Schumeria latifolia
Schumeria latifolia là một loài thực vật có hoa trong họ Cúc. Loài này được (Boiss.) Iljin miêu tả khoa học đầu tiên năm 1960.